# تورستن فليك
تورستن فليك (بالألمانية: Thorsten Flick)‏ هو لاعب كرة قدم ألماني في مركز الوسط، ولد في 22 أغسطس 1976 في دارمشتات في ألمانيا. لعب مع آينتراخت فرانكفورت ونادي دبرتسني ونادي ساربروكن ونادي نابولي.

## وصلات خارجية
- تورستن فليك على موقع قاعدة بيانات كرة القدم.إي يو (الإنجليزية)
- تورستن فليك على موقع بيانات كرة القدم. دي إي (الألمانية)
- تورستن فليك على موقع عالم كرة القدم.نت (الإنجليزية)